# Делинде (приток Линде)
Дели́нде (также Дьэлиндэ, Джелинде, Делингдэ) — река в Жиганском улусе Якутии (Россия), левый приток Линде. Длина реки составляет 200 км, площадь водосборного бассейна — 2060 км². 
Река вытекает из небольшого озера к югу от верховий реки Хоруонгки на Центральноякутской равнине на высоте более 162 м над уровнем моря. Почти на всём своём протяжении течёт на юго-восток. В верховьях протекает через несколько озёр, на берегах — сосново-лиственничная заболоченная лесотундра. В бассейне большое количество небольших озёр, наиболее крупные — Багастая, Деке и Оттох. Ближе к устью начинает активно меандрировать. Впадает в Линде в 69 км от её устья по левому берегу на высоте менее 67 м над уровнем моря. Ширина в нижнем течении всего 10-11 м при глубине 0,8-1 м. Населённых пунктов на реке нет. 
Основной приток — река Орто-Делинде длиной 38 км (левый).

## Данные водного реестра
По данным государственного водного реестра России и геоинформационной системы водохозяйственного районирования территории РФ, подготовленной Федеральным агентством водных ресурсов:
- Бассейновый округ — Ленский
- Речной бассейн — Лена
- Речной подбассейн — Лена ниже впадения Вилюя до устья
- Водохозяйственный участок — Лена от впадения реки Вилюй до водомерного поста гидрометеорологической станции Джарджан
- Код водного объекта — 18030900112117500003899